# Riccanza
Riccanza è uno show, serie tv e programma televisivo italiano di MTV Italia in onda dal 2016 su Sky, Now, TIMvision e dal 2022 su Mediaset Infinity.
Lo show, arrivato alla quarta edizione, è diventato fin da subito un fenomeno sociale e televisivo nazionale grazie anche all'utilizzo di un neologismo per il titolo che è entrato nell'utilizzo comune della lingua italiana.
La serie ha inoltre generato diversi spin-off, tra cui la versione internazionale Riccanza World andata in onda in Europa ed Africa ad inizio 2019.

## Il programma
Lo show è una serie TV che racconta la brillante vita quotidiana di millennial benestanti provenienti da famiglie ricche della società italiana, narrando come questi socialite trascorrono le loro esclusive giornate tra studio, lavoro e tempo libero con un focus riguardo alle loro vacanze d'élite in località glamour, serate in discoteca, party mondani, cene stellate, abiti firmati, shopping nel quadrilatero della moda milanese, cura della propria immagine ed esaltazione del lusso tramite gioielli, case e supercar.
La sigla ufficiale del programma è realizzata dal trio milanese Il Pagante, famoso per raccontare in versione pop gli stili di vita dei giovani italiani.

## Cast
Il cast della prima edizione è composto da:
- Elettra Lamborghini, nipote di Ferruccio Lamborghini della casa automobilistica Lamborghini, diventata poi cantante.
- Tommaso Zorzi, influencer, figlio del titolare di due agenzie pubblicitarie.
- Cristel Isabel Marcon, designer, modella, organizzatrice di eventi, pr e influencer. Ex cognata di Alice Campello, poi moglie di Álvaro Morata, nonché concorrente di Take Me Out.
- Nicolò Federico Ferrari, figlio di un imprenditore nel settore dei servizi a Lugano e modello.
- Farid Shirvani, figlio di un costruttore edile iraniano.
- Gian Maria Sainato, lifestyle influencer.
- Anna Fongaro, studentessa di moda alla Marangoni.

Nella seconda edizione del programma ritornano Elettra, Tommaso, Anna, Farid, Cristel (presente in una sola puntata a Venezia con Elettra Lamborghini e Jessica), ai quali si affiancano altri quattro nuovi protagonisti:
- Jessica Hailé Selassié, presunta pronipote dell’ex imperatore d'Etiopia Hailé Selassié, vincitrice del Grande Fratello VIP 6.
- Alex Diana, titolare assieme alla sorella dell'azienda di famiglia che commercia gioielli di lusso.
- Matteo Cesari, ingegnere informatico creatore di startup.
- Juan Fran Sierra, modello spagnolo, ex compagno di Stefano Gabbana.

Nella terza edizione ritornano Juan Fran Sierra, Farid Shirvani e Tommaso Zorzi (dall’ottava puntata), che si affiancano a:
- Alessia Morosi Visentin, dj del duo Sistercash.
- Giorgia Morosi Visentin, dj del duo Sistercash e studentessa alla Bocconi.
- Angelo Fasciana, originario di Gela, laureato in Ingegneria, titolare del teatro fondato dal nonno e proprietario di una piccola etichetta discografica.
- Antonio Ferraro, laureato in Marketing presso l’università Iulm, modello a Milano e proprietario di Fermedlab, azienda attiva nel settore medico internazionale.
- Elvezia Pappone, impiegata, appassionata di equitazione e fashion addicted, proprietaria di Villa Lurani Cernuschi, una villa del 1600 a Cernusco Lombardone.

Nella quarta edizione sono protagonisti:
- Tommaso Zorzi, ex concorrente di Pechino Express e Dance Dance Dance, vincitore del Grande Fratello VIP 5.
- Cristel Isabel Marcon, creative manager nel settore lusso a Milano e artista contemporanea neo-pop.
- Aaron Nielsen, modello appassionato di sport estremi, ex finalista dell'Isola dei Famosi e figlio di Brigitte Nielsen.
- Nicolò Federico Ferrari, influencer e protagonista di reality francesi come La Villa Des 5 e Les Anges a Miami, nonché corteggiatore a Uomini e Donne.
- Alessia Morosi Visentin, dj del duo Sistercash.
- Giorgia Morosi Visentin, dj del duo Sistercash e studentessa alla Bocconi.
- Farid Shirvani, youtuber di sport e cinema.
- Camilla Neuroni, modella di Lugano.
- Mattia Mustica, dj e produttore discografico di Roma.

## Luoghi delle riprese
Le location che fanno da sfondo alla vita mondana dei protagonisti sono le classiche frequentate dal jet set nazionale ed internazionale. I protagonisti infatti prediligono destinazioni esotiche, mete marittime esclusive o stazioni sciistiche d'élite come Sicilia, Venezia, Monte Carlo e Nizza, Capri, Forte dei Marmi, Roma, Ibiza.

## Edizioni
| Edizione | Anno      | Periodo          | Periodo          | Puntate | Protagonisti        | Protagonisti  | Protagonisti          | Protagonisti            | Protagonisti            | Protagonisti   | Protagonisti            | Protagonisti       | Protagonisti    |
| Edizione | Anno      | Inizio           | Fine             | Puntate | Protagonisti        | Protagonisti  | Protagonisti          | Protagonisti            | Protagonisti            | Protagonisti   | Protagonisti            | Protagonisti       | Protagonisti    |
| -------- | --------- | ---------------- | ---------------- | ------- | ------------------- | ------------- | --------------------- | ----------------------- | ----------------------- | -------------- | ----------------------- | ------------------ | --------------- |
| 1ª       | 2016-2017 | 29 novembre 2016 | 10 gennaio 2017  | 14      | Elettra Lamborghini | Tommaso Zorzi | Cristel Isabel Marcon | Nicolò Federico Ferrari | Nicolò Federico Ferrari | Farid Shirvani | Gian Maria Sainato      | Gian Maria Sainato | Anna Fongaro    |
| Reunion  | 2017      | 6 giugno 2017    | 6 giugno 2017    | 1       | Elettra Lamborghini | Tommaso Zorzi | Cristel Isabel Marcon | Nicolò Federico Ferrari | Nicolò Federico Ferrari | Farid Shirvani | Gian Maria Sainato      | Gian Maria Sainato | Anna Fongaro    |
| 2ª       | 2017-2018 | 28 novembre 2017 | 9 gennaio 2018   | 14      | Elettra Lamborghini | Tommaso Zorzi | Cristel Isabel Marcon | Jessica Hailé Selassié  | Alex Diana              | Farid Shirvani | Juan Fran Sierra        | Matteo Cesari      | Anna Fongaro    |
| 3ª       | 2018-2019 | 4 dicembre 2018  | 8 gennaio 2019   | 14      | Alessia Morosi      | Tommaso Zorzi | Giorgia Morosi        | Angelo Fasciana         | Antonio Ferraro         | Farid Shirvani | Juan Fran Sierra        | Elvezia Pappone    | Elvezia Pappone |
| 4ª       | 2019      | 8 ottobre 2019   | 19 novembre 2019 | 14      | Alessia Morosi      | Tommaso Zorzi | Giorgia Morosi        | Cristel Isabel Marcon   | Aaron Nielsen           | Farid Shirvani | Nicolò Federico Ferrari | Camilla Neuroni    | Mattia Mustica  |

## Trasmissione
La prima edizione del programma andò in onda dal 29 novembre 2016 al 10 gennaio 2017; la seconda è in onda dal 28 novembre 2017 al 9 gennaio 2018 per 7 settimane. La terza edizione viene trasmessa sempre su MTV dal 4 dicembre 2018 all'8 gennaio 2019, ogni martedì alle 22:50. La quarta edizione, ribattezzata "Riccanza Deluxe", è stata trasmessa dall'8 ottobre al 19 novembre 2019. Nell'estate del 2022, la trasmissione sbarcò anche su Mediaset Infinity, la piattaforma streaming di Mediaset.

## Spin-off
- Mamma che riccanza: racconta la vita di quattro mamme glamour e benestanti. Le protagoniste sono: Sabrina Ferrara, Noemi Montanaro, Katia Pedrotti e Natasha Slater. In onda su MTV dal 13 marzo 2018, per 4 episodi.[8]
- Richissitudes – #Riccanza Francia: racconta le vicende di cinque ragazzi d'oltralpe super benestanti: Elena, Kate, Kevin, Thibaut e Laura. In onda da martedì 10 aprile 2018 su MTV per 13 puntate.[9]
- #Riccanza - Vita da Cani: racconta la vita lussuosa di cani di proprietà di famiglie benestanti, raccontato il tutto dalla voce narrante di Farid Shirvani, storico volto di #Riccanza.
- #Riccanza World: versione paneuropea di #Riccanza con cast proveniente da Spagna, Portogallo, Benelux, Francia e Italia girata in inglese a Capri. Dell'edizione italiana partecipano Farid Shirvani e come guest star Tommaso Zorzi.

## Diffusione all'estero
Il programma, nella versione doppiata, è andato in onda su MTV Spagna nell'anno 2016 ed in Francia nel 2018.